# Sawickie (rejon szarkowszczyński)
Sawickie (biał. Савіцкія; ros. Савицкиеи) – wieś na Białorusi, w obwodzie witebskim, w rejonie szarkowszczyńskim, w sielsowiecie Radziuki.

## Historia
W czasach zaborów w okręgu wiejskim Sebastianowo, w gminie Ihumenowo, w powiecie dzisieńskim, w guberni wileńskiej Imperium Rosyjskiego. Pod koniec XIX wieku należała do dóbr Iwańsk, własność Korsaków.
W latach 1921–1945 wieś leżała w Polsce, w województwie wileńskim, w powiecie dziśnieńskim, w gminie Szarkowszczyzna.
Według Powszechnego Spisu Ludności z 1921 roku zamieszkiwały tu 166 osób, 2 były wyznania rzymskokatolickiego, 164 prawosławnego. Jednocześnie wszyscy mieszkańcy zadeklarowali białoruską przynależność narodową. Było tu 30 budynków mieszkalnych. W 1931 w 35 domach zamieszkiwały 183 osoby.
Wierni należeli do parafii rzymskokatolickiej i prawosławnej w Szarkowszczyźnie. Miejscowość podlegała pod Sąd Grodzki w Głębokiem i Okręgowy w Wilnie; właściwy urząd pocztowy mieścił się w Szarkowszczyźnie.
W wyniku napaści ZSRR na Polskę we wrześniu 1939 miejscowość znalazła się pod okupacją sowiecką. 2 listopada została włączona do Białoruskiej SRR. Od czerwca 1941 roku pod okupacją niemiecką. W 1944 miejscowość została ponownie zajęta przez wojska sowieckie i włączona do Białoruskiej SRR.
Od 1991 w składzie niepodległej Białorusi.